# Cordana solitaria
Cordana solitaria är en svampart som beskrevs av V. Rao & de Hoog 1986. Cordana solitaria ingår i släktet Cordana, divisionen sporsäcksvampar och riket svampar.   Inga underarter finns listade i Catalogue of Life.